# Sant Antolí de Cal Reguant
Sant Antolí de Cal Reguant és la capella del mas de Cal Reguant, del terme municipal de Calders, a la comarca del Moianès. És en el sector nord del terme municipal, prop del límit amb Artés, a prop i a ponent del poble de Calders.